# Paula Risikko

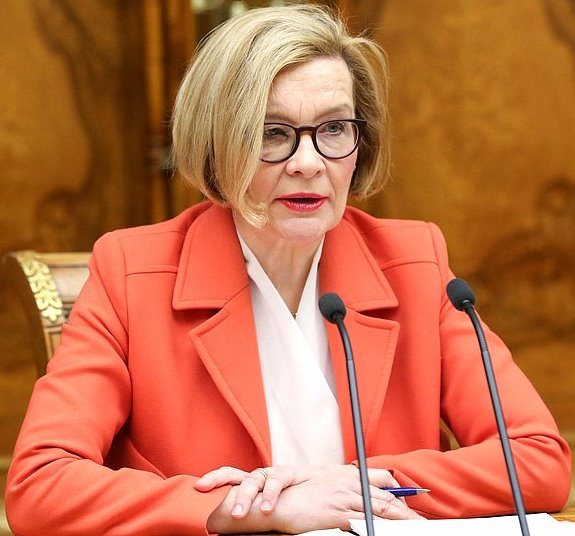
Paula Risikko (2019)

Paula Risikko (* 4. Juni 1960 in Ylihärmä) ist eine finnische Politikerin der konservativen Nationalen Sammlungspartei und von Februar 2018 bis April 2019 Präsidentin des finnischen Parlaments. Zuvor war sie im Kabinett Katainen Ministerin für Gesundheit und Soziales, im Kabinett Stubb Verkehrs- und Verwaltungsministerin und im Kabinett Sipilä Innenministerin.
Im Jahr 1997 machte Risikko ihren Doktor der Naturwissenschaften (Gesundheitswesen) an der Universität Tampere. Ihre Dissertation trug den Titel Der aktuelle und zukünftige Qualitätsanspruch im Kindergarten. Risikko erhielt die Ehrendoktorwürde der Universität von Vaasa. Sie zudem Vizerektorin der Seinäjoki-Hochschule, für ihre politische Arbeit ist sie jedoch derzeit beurlaubt. Bei der Parlamentswahl erhielt Risikko 9266 Stimmen.
Risikko spendete an zahlreiche Organisationen des Gesundheitswesens, wie Nichtregierungsorganisationen, die sich mit Autismus und Asperger-Syndrom befassen, die finnische Krebsgesellschaft, Diabetes Association, Finnland MS Association, Arthritis Foundation und zum Beispiel Alfred Korde Finnland und UNIFEM-Organisation.
Risikoko ist seit 2000 mit Heikki Tapani Risikko verheiratet. 2006 adoptierten sie ihre Tochter Aino Taika Huanzhen aus China.